# Јелена Поткаминска
Јелена Иљинична Поткаминска (рус. Елена Ильинична Подкаминская), је руска глумица. Рођена је у породици музичара, 10. априла 1979. године у Москви. Године 2001. је завршила позоришни институт "Борис Шчукин" у класи Александра Ширвинта. Од 2000. године Поткаминска је део трупе Московског позоришта сатире. У 2010. години је родила ћерку Полину. Јелена Поткаминска је најпознатија по улози у серији "Кухиња", која је снимљена 2012. године.
Изабрана је за "Жену године" од стране магазина Гламур у 2013. години и за најмодернију глумицу године Fashion people награде у 2014. години.

## Филмографија
| Годину  | Име                          | Улога                      | Напомене              |
| ------- | ---------------------------- | -------------------------- | --------------------- |
| 2002    | "Неуспех Поароа"             | Урсула Борн                | Серија                |
| 2002    | "Џокер"                      | Лидочка                    |                       |
| 2003-14 | "Кодeкс части 2"             | Ина                        | Серија (друга сезона) |
| 2004    | "Сребрни ђурђевак 2"         | Ира                        | Серија                |
| 2005    | "Љубавни помоћници"          | Полина Бонапарт            | Серија                |
| 2006    | "Андерсен. Живот Без Љубави" | Доротеа Мељхиор            |                       |
| 2007    | "Сестра"                     | Света                      |                       |
| 2007    | "Заштита"                    | Јелена Бакова              | Серија                |
| 2007    | "Ноћне сестре"               | Марина                     |                       |
| 2007    | "Важније од љубави"          | Лида                       | Серија                |
| 2007    | "Неколико једноставних жеља" | Ева                        |                       |
| 2008    | "Два пута у исту реку"       | Света                      |                       |
| 2008    | "Украсти ..."                | Лена                       | Серија                |
| 2008    | "Насељено острво"            | Секретар                   | Туристичка            |
| 2008    | "Вратићу се"                 | Зоја Растопчина            | Серија                |
| 2008    | "Петровка 38. Тим Семенов"   | Нина Затаева               | Серија                |
| 2008    | "Човек без пиштоља           | Маја                       | Серија                |
| 2009    | "Браћа Карамазови"           | Агафја Ивановна            | Серија                |
| 2009    | "Августовски амбасадор"      |                            | Серија                |
| 2009    | "Изван рата"                 | Маша                       |                       |
| 2010    | "Сећаћу се"                  | Лена                       |                       |
| 2011    | "Шта још кажу мушкарци"      | Настја                     |                       |
| 2012    | "Повратна карта"             | Маша                       | ТВ                    |
| 2012    | "Кухиња (серија)"            | Викторија "Вика" Гончарова | Серија                |
| 2012    | "Само љубав"                 | Катја                      | Серија                |
| 2014    | "Кухиња у Паризу"            | Викторија "Вика" Гончарова |                       |
| 2014    | "Љубав на закуп"             | Алена                      |                       |
| 2015    | "Судбина звана "Фарман""     | Олга                       | Мини-серија           |